# Beat Motzer
Beat Motzer (ur. 2 września 1970) – szwajcarski zapaśnik walczący w stylu klasycznym. Olimpijczyk z Sydney 2000, gdzie zajął czwarte miejsce w kategorii 63 kg. Sześć razy brał udział w mistrzostwach świata a jego najlepszy wynik to siódme miejsce w 1994 i dziewiąte w 2001. Srebrny medalista mistrzostw Europy w 2000 roku.
- Turniej w Sydney 2000

Pokonał zawodnika Nowej Zelandii Rasoula Amaniego, Japończyka Yasutoshi Motoki, Ukraińca Hryhorija Kamyszenko a przegrał z Kubańczykiem Juanem Luisem Marénem i w walce o brązowy medal z Gruzinem Akaki Czaczuą.